# William Vernon Harcourt (Politiker)

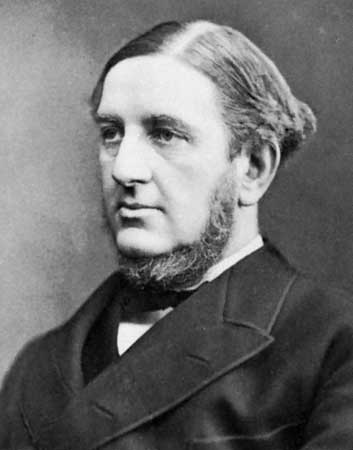
William Vernon Harcourt

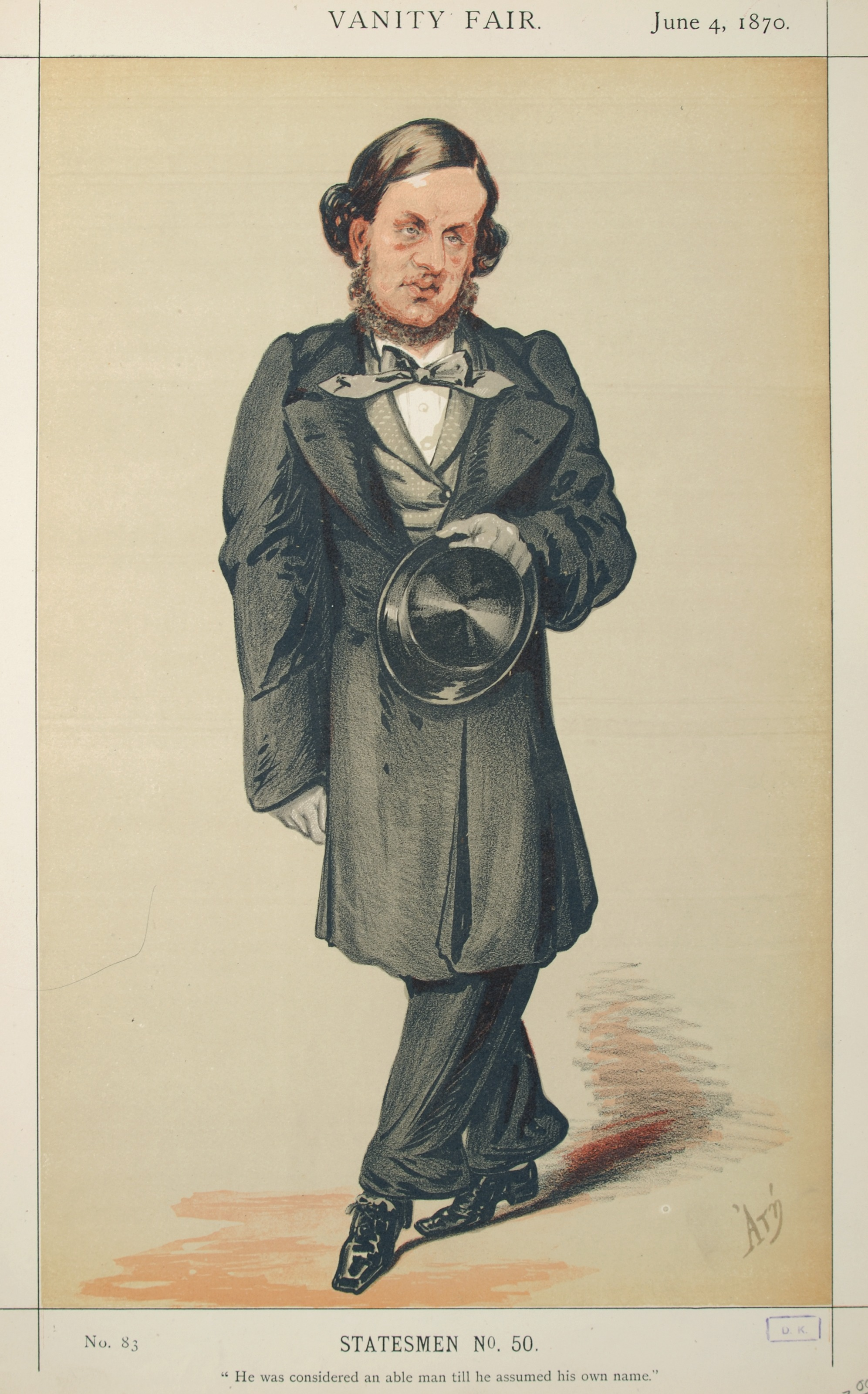
William Vernon Harcourt in einer Karikatur in der Zeitschrift Vanity Fair vom 4. Juni 1870

Sir William George Granville Venables Vernon Harcourt PC (* 14. Oktober 1827 in York, Yorkshire; † 1. Oktober 1904 in Nuneham Courtnay, Oxfordshire) war ein britischer Journalist, Rechtsanwalt und Politiker der Liberal Party, der zwischen 1868 und seinem Tod 1904 Mitglied des House of Commons war und sowohl Innenminister als auch Schatzkanzler war. Er fungierte ferner zwischen 1894 und 1898 als Vorsitzende der Liberalen im House of Commons.

## Leben

### Familiäre Herkunft, Studium, Journalist und Rechtsanwalt
Harcourt war das vierte von fünf Kindern des Theologen und Naturwissenschaftlers William Vernon Harcourt, der 1831 die British Association for the Advancement of Science gegründet hatte, sowie dessen Ehefrau Matilda Mary Gooch. Sein älterer Bruder Edward William Vernon Harcourt war auch Naturwissenschaftler, aber auch Politiker und gehörte dem House of Commons zwischen 1878 und 1886 ebenfalls als Mitglied an. Sein Großvater war der Theologe Edward Venables-Vernon-Harcourt, der von 1808 bis 1847 Erzbischof von York war, während seine Großmutter Anne Leveson-Gower eine Tochter von Granville Leveson-Gower, 1. Marquess of Stafford war. Einer seiner Onkel war der Politiker George Harcourt, der zwischen 1806 und 1861 für die Conservative Party im House of Commons war und dort zuletzt ab 1850 als dienstältestes Parlamentsmitglied „Father of the House“ war. Ferner war ein Cousin der Chemiker Augustus George Vernon Harcourt, der zu den Begründern der chemischen Kinetik gehört und – zumindest teilweise – Vorbild für die Gestalt des Weißen Ritters in Lewis Carrolls Kinderbuch Alice hinter den Spiegeln war.
Nach dem Schulbesuch absolvierte Harcourt ein Studium der Fächer Mathematik und Klassische Philologie am Trinity College der University of Cambridge und schloss dieses Studium 1851 mit Auszeichnung in Klassischer Philologie ab, während er das Mathematikstudium nur ausreichend beendete. Er lehnte die familiäre Unterstützung der konservativen Tories ab und begann zunächst eine Tätigkeit als Journalist bei The Morning Chronicle. Kurz darauf begann er 1852 ein Studium der Rechtswissenschaften bei der Anwaltskammer (Inns of Court) von Lincoln’s Inn und nahm nach der Zulassung bei der Anwaltskammer von Inner Temple 1854 eine Tätigkeit als Rechtsanwalt auf.
Daneben verfasste er seit 1855 auch Artikel für die in London erscheinende Wochenzeitung Saturday Review und wurde zum Anhänger der Liberalen Politik von William Ewart Gladstone sowie zum Gegner von Henry Temple, 3. Viscount Palmerston. Als Rechtsanwalt spezialisierte er sich auf Eisenbahnrecht und schrieb daneben Kommentare und Beiträge zu außenpolitischen Themen für The Times.

### Unterhausabgeordneter, Solicitor General und Innenminister
Am 17. November 1868 wurde Harcourt als Kandidat der Liberal Party erstmals als Mitglied in das House of Commons gewählt und vertrat dort zunächst bis zum 8. Mai 1880 den Wahlkreis Oxford.
1873 übernahm er sein erstes Regierungsamt, als er die Nachfolge von Henry James als Solicitor General für England und Wales in der Regierung von Premierminister William Ewart Gladstone antrat und dieses Amt bis zum Ende von Gladstones Amtszeit am 20. Februar 1874 ausübte. Am 12. Dezember 1873 wurde er zum Knight Bachelor geschlagen und führte damit den Namenszusatz „Sir“.
Am 28. April 1880 wurde Harcourt von Premierminister Gladstone zum Innenminister (Home Secretary) in dessen zweiter Regierung ernannt und bekleidete dieses Ministeramt bis zum 23. Juni 1885. Mit seiner Ernennung zum Minister war auch die Berufung zum Mitglied des Privy Council verbunden. Kurz nach seinem Amtsantritt als Innenminister wurde er am 25. Mai 1880 für die Liberalen wieder zum Mitglied des Unterhauses gewählt, in dem er nunmehr bis zum 13. Juli 1895 den Wahlkreis Derby vertrat.

### Schatzkanzler und Vorsitzender der Liberal Party

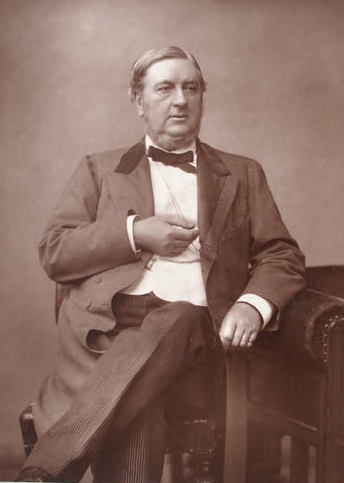
William Vernon Harcourt (1890)

In der dritten, nur 174 Tage im Amt befindlichen Regierung Gladstone bekleidete er vom 1. Februar bis zum 25. Juli 1886 erstmals das Amt des Schatzkanzlers und übte in dieser Funktion auch das Amt des Lord High Treasurer aus. Das Amt des Schatzkanzlers und Lord High Treasurer übernahm Harcourt erneut, nachdem Gladstone am 15. August 1892 zum vierten Mal Premierminister wurde. Er verblieb in diesen Ämter auch unter Gladstones Nachfolger Archibald Philip Primrose, 5. Earl of Rosebery, der das Amt des Premierministers vom 5. März 1894 bis zum 21. Juni 1895 bekleidete.
Daneben übernahm Harcourt 1894 von Gladstone die Funktion als Vorsitzender der Liberal Party, die er bis zu seiner Ablösung durch Henry Campbell-Bannerman 1898 innehatte. 
Als solcher war er zunächst als Vorsitzender der Fraktion der Regierungspartei auch Führer des Unterhauses (Leader of the House of Commons), ehe er nach der Wahlniederlage der Liberalen gegen die konservativen Tories und dem Ende der Amtszeit von Premierminister Rosebery am 21. Juni 1895 Oppositionsführer (Leader of the Opposition) wurde und auch diese Funktion bis zu seiner Ablösung durch Campbell-Bannerman 1898 bekleidete. Er selbst wurde am 13. Juli 1895 wieder zum Mitglied des House of Commons gewählt, in dem er bis zu seinem Tod am 1. Oktober 1904 den Wahlkreis Monmouthshire Western vertrat. Zum Zeitpunkt seines Todes war er fast 36 Jahre lang Abgeordneter des Unterhauses.

### Ehen und Nachkommen
Aus seiner am 5. November 1859 geschlossenen ersten Ehe mit Maria Theresa Lister gingen zwei Söhne hervor, darunter Lewis Vernon Harcourt, der zwischen 1905 und 1910 sowie erneut von 1915 bis 1916 Minister für öffentliche Arbeiten sowie zwischenzeitlich von 1910 bis 1915 Minister für die Kolonien war und 1911 als Baron Harcourt geadelt, dadurch Mitglied des House of Lords und 1917 zum Viscount Harcourt erhoben wurde.
Am 2. Dezember 1876 heiratete Harcourt in zweiter Ehe Elizabeth Cabot Motley, eine Tochter des US-amerikanischen Diplomaten John Lothrop Motley, der zwischen 1861 und 1867 Botschafter im Kaiserreich Österreich sowie 1869 für kurze Zeit Botschafter im Vereinigten Königreich war. Aus dieser Ehe entstammte sein dritter Sohn Robert Venables Vernon Harcourt, der für die Liberal Party von 1908 bis 1918 den Wahlkreis Montrose Burghs als Mitglied des House of Commons vertrat.